# 西安奥体中心

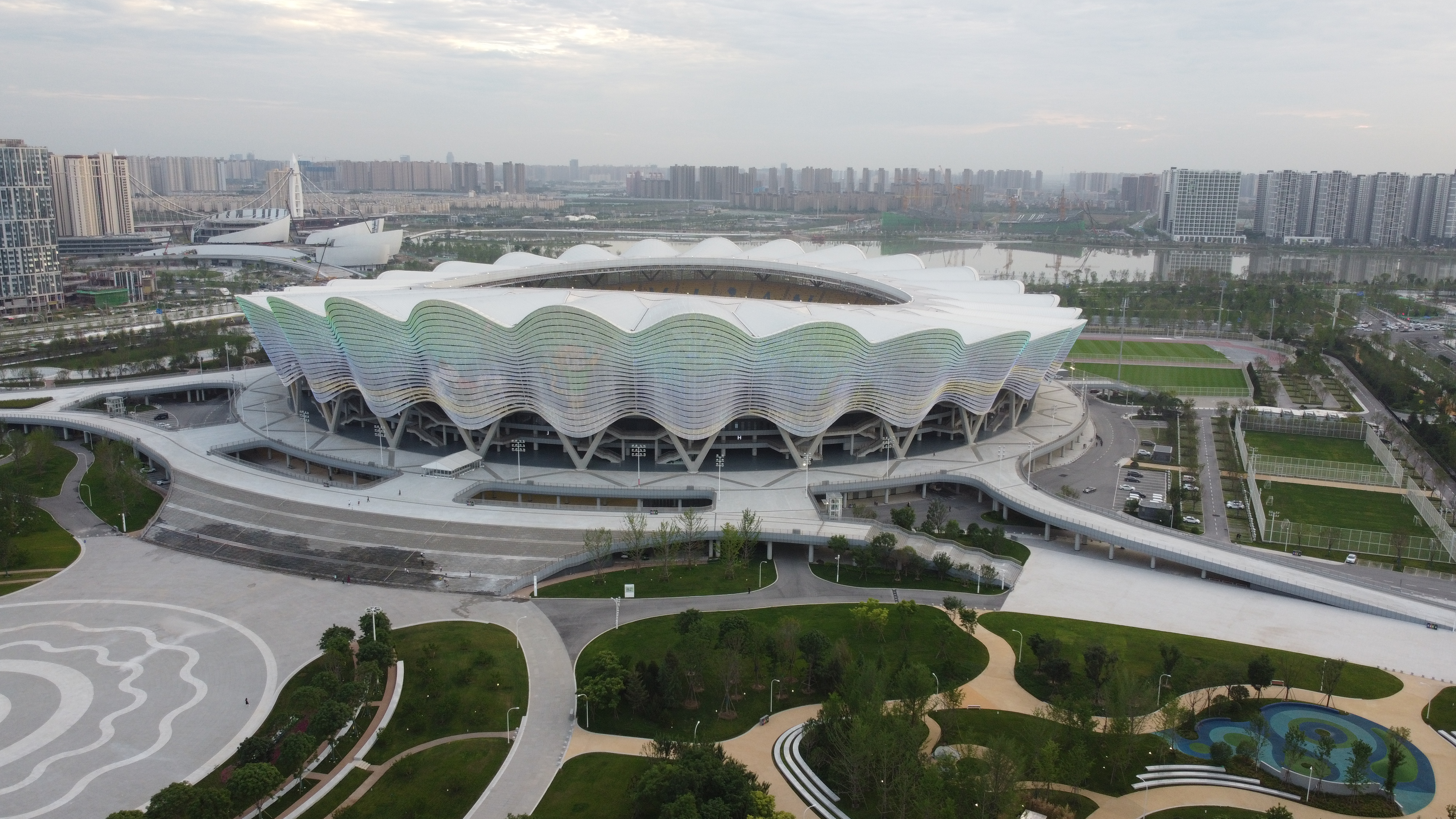
西安奥体中心（航拍图）

西安奥体中心位于中华人民共和国陕西省省会西安市，投资170亿元人民币，建成面积达5平方公里，成为中华人民共和国第十四届全运会的主要举办场地。於2020年7月1日建成投用，是中西部地區規模最大體育場館。
西安奧林匹克體育中心佔地面積1089畝，淨用地862畝，建築面積52萬平方米，由「一場兩館」及室外配套運動場地組成。包括擁有6萬個座位的主體育場，1.8萬個座位的體育館以及4000個座位的游泳跳水館。 

## 历史
陕西省取得了第十四届中国全运会的主办权，为此，陕西省政府和西安市政府决定将建成一座展现西安市高科技、创新的体育馆，这是西安市奥体中心建成的一个前缀。

## 交通
周围交通便利，西南侧为西安地铁14号线奥体中心站，东侧则有西安地铁3号线与西安地铁14号线的换乘站双寨站，并且周围也有西安市绕城高速等高速公路。

## 利用
建成以后，将成为中华人民共和国第十四届全国运动会的主要举办场地，将要承担十四运会开幕式和闭幕式与田径比赛项目。